# サイコロキャラメル
北海道サイコロ®キャラメルは、道南食品（明治グループ）が北海道限定で製造販売しているロングセラーのキャラメル。
1927年10月より株式会社明治（旧明治製菓）が全国的に製造販売していたが、2016年3月に全国販売を終了した。同年6月14日から同社の生産子会社である道南食品の工場がある北海道限定で復活し、現在に至る。
明治が発売していたときの名前は「サイコロキャラメル®」で、登録商標マークの位置が現在とは異なる。また、再発売に際して主原料を北海道産のものに切り替えている。空いた箱は普通にサイコロとして使う事ができる。
本項では、明治により全国販売していた時代についても取り扱う。

## 概要
- サイコロ型の小箱に大粒のミルクキャラメル2粒が入り、5つの小箱（計10粒）で1商品としている。
- キャラメルの大きさが、同業他社のロングセラーのミルクキャラメルや、のちに販売するクリームキャラメルより大きいのは、サイコロ型小箱に合わせるためである。
- サイコロ型の小箱は25mm×25mm×25mmの立方体。ただし、5つの小箱を包装した商品となれば、高さ（長さ）が130mmとなる。
- サイコロの目の1のマークは、明治発売時代は明治製菓の旧社章。道南食品発売の製品は北海道を描いている。
- 商品名は2の目の部分に書かれている。
- 内容量は、1商品で57g。

## その他
- 北海道テレビ（HTB）制作のバラエティ番組「水曜どうでしょう」の企画サイコロの旅の小道具として知られている[4]。偶然にも、「サイコロキャラメル」を長らく生産していた明治の子会社「道南食品」は同じ北海道（函館市）にある[3]。2017年5月2日からは同番組とコラボしたサイコロキャラメルがHTB本社の売店や各地で開催される物産展でのグッズショップで販売されている[5]。同製品に関しては1の部分が水曜どうでしょうのロゴマークに変わっている。
- 滋賀県の井筒屋が米原駅などで販売していた駅弁『湖北のおはなし』には飴入りのサイコロをかたどった箱が入っていた[6]。